# Jean Vandemoortele
Jean baron Vandemoortele (31 december 1958) is een Belgisch ondernemer en bestuurder.

## Levensloop
Jean Vandemoortele studeerde toegepaste economische wetenschappen aan de Katholieke Universiteit Leuven (1980) en behaalde een MBA aan het INSEAD (1982). Hij ging vervolgens aan de slag bij voedingsgroep Vandemoortele, die in 1899 door zijn overgrootvader Constant en grootvader Adhémar Vandemoortele in Izegem werd opgericht. Hij bekleedde er verschillende posities voor hij in 1992 directeur werd van Vamo-Fuji Specialities, een joint-venture van Vandemoortele en de Japanse groep Fuji Oil. Vandemoortele was tevens directeur van Vandemoortele Iberica en van de sauzenafdeling van Vandemoortele. In 2001 werd hij CEO van de familiale voedingsgroep. In 2014 volgde Jules Noten hem in die functie op. Hij werd vervolgens in opvolging van Michel Delloye voorzitter van de raad van bestuur.
Hij bekleedt tevens bestuursmandaten bij diepvriesgroentebedrijf Ardo en wafelproducent Avieta en was tot 2023 bestuurder van mineraalwaterproducent Spadel.
In 2006 werd Vandemoortele opgenomen in de erfelijke adel en persoonlijke titel baron.